# 茲維尼亞切
50°29′52″N 24°54′5″E / 50.49778°N 24.90139°E
茲維尼亞切（烏克蘭語：Звиняче），是烏克蘭的村落，位於該國西部沃倫州，由盧茨克區負責管轄，始建於1300年，面積24.25平方公里，海拔高度206米，2001年人口1,164，人口密度每平方公里48人。